# Radomír Daněk
Radomír Daněk (* 10. srpna 1948) je bývalý český hokejový brankář. Po skončení aktivní kariéry působil jako trenér.

## Hokejová kariéra
V československé lize chytal za Duklu Jihlava, TJ Ingstav Brno a TJ Zetor Brno. Odchytal 4 ligové sezóny a nastoupil ve 34 ligových utkáních. S Duklou Jihlava získal v letech 1968 a 1969 dva mistrovské tituly. V nižších soutěžích chytal i za TJ Prostějov a TJ ŽĎAS Žďár nad Sázavou.

## Klubové statistiky
| 1967/1968 | Dukla Jihlava            | 1. liga | 1  | 4,00 | -    |
| 1968/1969 | Dukla Jihlava            | 1. liga | 1  | 3,00 | -    |
| 1969/1970 | TJ Ingstav Brno          | 2. liga | -  | -    | -    |
| 1970/1971 | TJ Ingstav Brno          | 2. liga | -  | -    | -    |
| 1971/1972 | TJ Ingstav Brno          | 2. liga | 34 | 3,79 | -    |
| 1972/1973 | TJ Ingstav Brno          | 2. liga | -  | -    | -    |
| 1973/1974 | TJ Ingstav Brno          | 2. liga | 40 | 2,55 | -    |
| 1974/1975 | TJ Ingstav Brno          | 2. liga | 44 | 2,39 | -    |
| 1975/1976 | TJ Ingstav Brno          | 1. liga | 22 | 3,82 | 86,6 |
| 1976/1977 | TJ Zetor Brno            | 1. liga | 10 | 2,10 | -    |
| 1977/1978 | TJ Prostějov             | 3. liga | 16 | 2,62 | -    |
| 1978/1979 | TJ ŽĎAS Žďár nad Sázavou | 3. liga | 27 | 3,15 | -    |
| 1979/1980 | TJ ŽĎAS Žďár nad Sázavou | 2. liga | 41 | 3,80 | -    |
| 1980/1981 | TJ Zetor Brno            | 2. liga | 6  | 2,5  | -    |